# Euroligue féminine de basket-ball 2016-2017
Navigation
Saison précédente Saison suivante

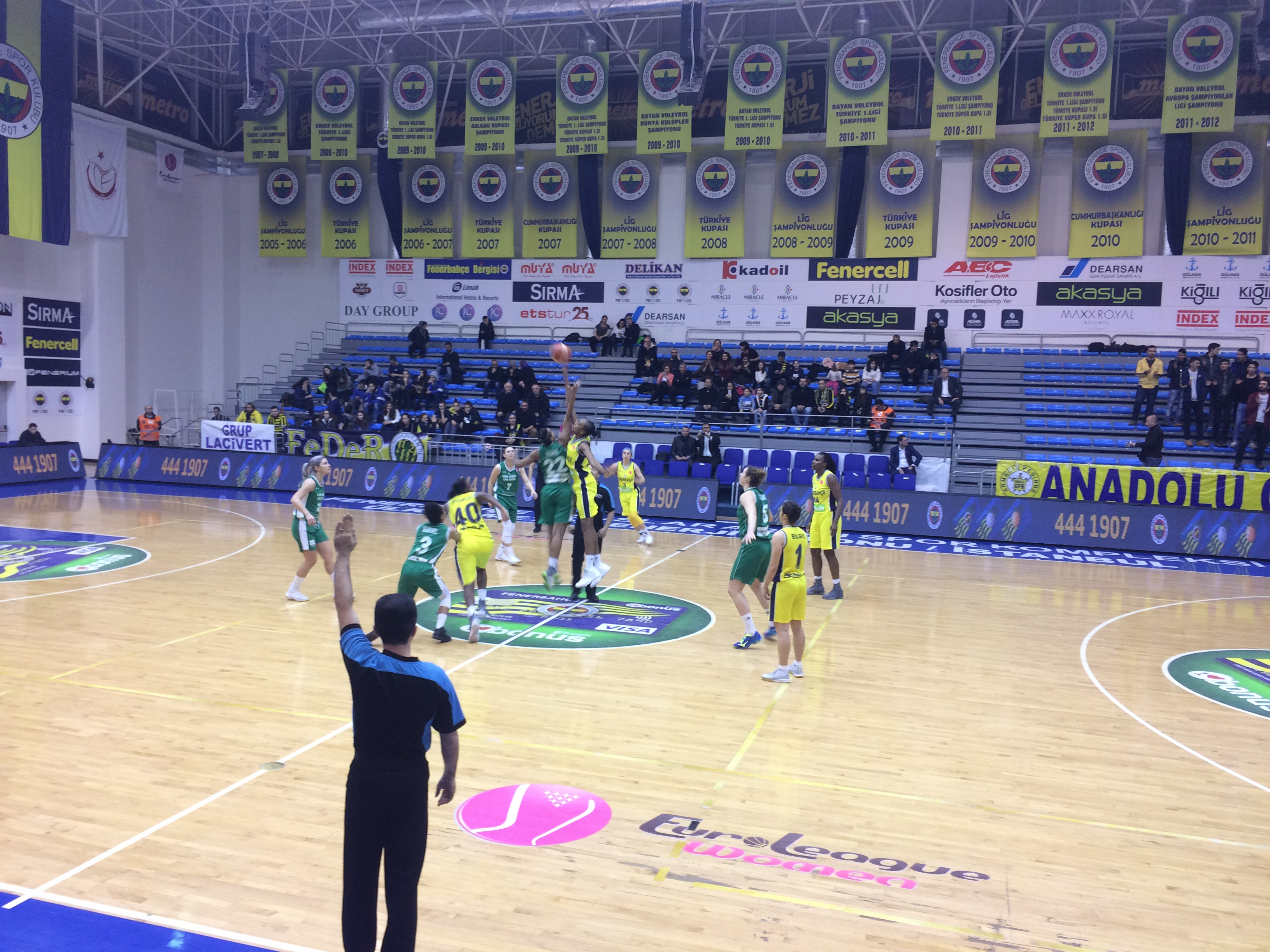
Fenerbahçe - Uni Györ match

L’Euroligue féminine est une compétition de basket-ball féminin rassemblant les meilleurs clubs d’Europe. La saison 2016-2017 met aux prises 16 équipes.

## Premier tour
Le tirage des groupes est effectué le 27 juin.

### Groupe A
| Rang | Équipe                    | Pts | J  | G  | P  | Pp   | Pc   | Diff |  | Résultats (dom.\ext.)     |       | FEN   |       |       |       |       | MER   |       |
| ---- | ------------------------- | --- | -- | -- | -- | ---- | ---- | ---- |  | ------------------------- | ----- | ----- | ----- | ----- | ----- | ----- | ----- | ----- |
| 1    | Dynamo Koursk             | 28  | 14 | 14 | 0  | 1096 | 856  | 240  |  | Dynamo Koursk             |       | 86-79 | 69-66 | 70-64 | 65-43 | 96-59 | 73-67 | 90-55 |
| 2    | Fenerbahçe İstanbul       | 25  | 14 | 11 | 3  | 1010 | 916  | 94   |  | Fenerbahçe İstanbul       | 69-72 |       | 75-71 | 77-64 | 69-63 | 71-60 | 75-52 | 66-53 |
| 3    | ZVVZ USK Prague           | 23  | 14 | 9  | 5  | 1023 | 902  | 121  |  | ZVVZ USK Prague           | 49-73 | 63-71 |       | 74-73 | 61-59 | 84-63 | 96-47 | 83-56 |
| 4    | Famila Schio              | 21  | 14 | 7  | 7  | 1012 | 929  | 83   |  | Famila Schio              | 75-79 | 73-75 | 71-63 |       | 70-53 | 80-54 | 71-64 | 77-65 |
| 5    | Basket Lattes Montpellier | 21  | 14 | 7  | 7  | 869  | 917  | -48  |  | Basket Lattes Montpellier | 50-88 | 58-56 | 55-58 | 69-66 |       | 74-68 | 76-63 | 69-50 |
| 6    | Wisła Can-Pack Cracovie   | 19  | 14 | 5  | 9  | 950  | 1009 | -59  |  | Wisła Can-Pack Cracovie   | 61-67 | 64-72 | 70-90 | 75-76 | 77-61 |       | 59-56 | 66-47 |
| 7    | Mersin BŞB (en)           | 16  | 14 | 2  | 12 | 906  | 1044 | -138 |  | Mersin BŞB (en)           | 70-84 | 73-89 | 69-75 | 65-61 | 68-74 | 74-83 |       | 65-74 |
| 8    | CMB Cargo Uni Győr        | 15  | 14 | 1  | 13 | 783  | 1076 | -293 |  | CMB Cargo Uni Győr        | 49-84 | 64-66 | 51-90 | 46-91 | 58-65 | 61-91 | 54-73 |       |

- Les quatre premières équipes de chaque groupe sont qualifiées pour les huitièmes de finale
- Les équipes classées 5e et 6e de chaque groupe sont reversées en quarts de finale de l’Eurocoupe
- Les équipes classées 7e et 8e de chaque groupe sont éliminées

### Groupe B
| Rang | Équipe                   | Pts | J  | G  | P  | Pp   | Pc   | Diff |  | Résultats (dom.\ext.)    | UMM   | NAD   |       | BOU   |        | VA    |       |       |
| ---- | ------------------------ | --- | -- | -- | -- | ---- | ---- | ---- |  | ------------------------ | ----- | ----- | ----- | ----- | ------ | ----- | ----- | ----- |
| 1    | UMMC Iekaterinbourg      | 27  | 14 | 13 | 1  | 1190 | 900  | 290  |  | UMMC Iekaterinbourg      |       | 88-81 | 74-68 | 81-66 | 103-40 | 91-69 | 82-61 | 94-57 |
| 2    | Nadejda Orenbourg Region | 24  | 14 | 10 | 4  | 934  | 881  | 53   |  | Nadejda Orenbourg Region | 59-88 |       | 65-62 | 69-61 | 63-54  | 58-48 | 65-57 | 50-60 |
| 3    | PA Salamanque            | 21  | 14 | 7  | 7  | 999  | 938  | 61   |  | PA Salamanque            | 83-72 | 49-64 |       | 63-50 | 92-62  | 79-70 | 84-67 | 81-60 |
| 4    | Tango Bourges Basket     | 21  | 14 | 7  | 7  | 909  | 928  | -19  |  | Tango Bourges Basket     | 63-97 | 58-60 | 69-63 |       | 68-55  | 63-42 | 80-59 | 65-60 |
| 5    | Hatay BŞB                | 21  | 14 | 7  | 7  | 912  | 1005 | -93  |  | Hatay BŞB                | 64-73 | 58-70 | 68-64 | 69-51 |        | 76-81 | 74-66 | 58-54 |
| 6    | ESB Villeneuve-d'Ascq LM | 20  | 14 | 6  | 8  | 969  | 1004 | -35  |  | ESB Villeneuve-d'Ascq LM | 69-88 | 83-71 | 69-68 | 74-81 | 71-72  |       | 78-63 | 75-55 |
| 7    | UNIQA Sopron             | 18  | 14 | 4  | 10 | 975  | 1087 | -112 |  | UNIQA Sopron             | 56-82 | 69-89 | 77-68 | 77-69 | 95-98  | 62-72 |       | 76-64 |
| 8    | CCC Polkowice            | 16  | 14 | 2  | 12 | 863  | 1008 | -145 |  | CCC Polkowice            | 64-77 | 46-70 | 71-75 | 59-65 | 54-64  | 77-68 | 82-90 |       |

- Les quatre premières équipes de chaque groupe sont qualifiées pour les huitièmes de finale
- Les équipes classées 5e et 6e de chaque groupe sont reversées en quarts de finale de l’Eurocoupe
- Les équipes classées 7e et 8e de chaque groupe sont éliminées

## Play-offs

### Tableau récapitulatif
En quart de finale, l'équipe la mieux classée reçoit lors du premier match et de l'éventuelle belle.
|  | Quarts de finale | Quarts de finale     | Quarts de finale    | Quarts de finale | Quarts de finale         |    |                        | Demi-finales           | Demi-finales           | Demi-finales           |                        |     | Finale | Finale              | Finale |
|  |                  |                      |                     |                  |                          |    |                        |                        |                        |                        |                        |     |        |                     |        |
|  | A1               | Dynamo Koursk        | 76                  | 104              |                          |    |                        |                        |                        |                        |                        |     |        |                     |        |
|  | B4               | Tango Bourges Basket | 71                  | 92               |                          |    |                        |                        |                        |                        |                        |     |        |                     |        |
|  | B4               | Tango Bourges Basket | 71                  | 92               |                          | A1 | Dynamo Koursk          | 87                     |                        |                        |                        |     |        |                     |        |
|  |                  |                      |                     |                  |                          | A1 | Dynamo Koursk          | 87                     |                        |                        |                        |     |        |                     |        |
|  |                  | A3                   | ZVVZ USK Prague     | 80               |                          |    |                        |                        |                        |                        |                        |     |        |                     |        |
|  | B2               | A3                   | ZVVZ USK Prague     | 80               | Nadejda Orenbourg Region | 80 | 55                     | 57                     |                        |                        |                        |     |        |                     |        |
|  | B2               |                      |                     |                  | Nadejda Orenbourg Region | 80 | 55                     | 57                     |                        |                        |                        |     |        |                     |        |
|  | A3               | ZVVZ USK Prague      | 57                  | 64               | 70                       |    |                        |                        |                        |                        |                        |     |        |                     |        |
|  |                  |                      |                     |                  |                          |    |                        |                        |                        |                        |                        |     | A1     | Dynamo Koursk       | 77     |
|  |                  | A2                   | Fenerbahçe İstanbul | 63               |                          |    |                        |                        |                        |                        |                        |     |        |                     |        |
|  | A2               | Fenerbahçe İstanbul  | 78                  | 66               | 87                       |    |                        |                        |                        |                        |                        |     |        |                     |        |
|  | B3               | PA Salamanque        | 68                  | 76               | 80                       |    |                        |                        |                        |                        |                        |     |        |                     |        |
|  | B3               | PA Salamanque        | 68                  | 76               | 80                       |    | A2                     | Fenerbahçe İstanbul    | 70                     |                        |                        |     |        |                     |        |
|  |                  |                      |                     |                  |                          |    | A2                     | Fenerbahçe İstanbul    | 70                     |                        |                        |     |        |                     |        |
|  |                  | B1                   | UMMC Iekaterinbourg | 61               |                          |    | Match pour la 3e place | Match pour la 3e place | Match pour la 3e place | Match pour la 3e place | Match pour la 3e place |     |        |                     |        |
|  | B1               | B1                   | UMMC Iekaterinbourg | 61               | UMMC Iekaterinbourg      | 92 | Match pour la 3e place | Match pour la 3e place | Match pour la 3e place | Match pour la 3e place | Match pour la 3e place | 102 |        |                     |        |
|  | B1               |                      |                     |                  | UMMC Iekaterinbourg      | 92 |                        |                        |                        |                        |                        | 102 |        |                     |        |
|  | A4               | Famila Schio         | 47                  | 67               |                          |    |                        |                        |                        |                        |                        |     | A3     | ZVVZ USK Prague     | 63     |
|  |                  |                      |                     |                  |                          |    |                        |                        |                        |                        |                        |     | B1     | UMMC Iekaterinbourg | 68     |

### Quarts de finale
Les quarts de finale se disputent en deux manches gagnantes.
| Équipe no 1              | Série | Équipe no 2          | Aller    | Retour    | Appui    |
| ------------------------ | ----- | -------------------- | -------- | --------- | -------- |
| Dynamo Koursk            | 2 - 0 | Tango Bourges Basket | *76 - 71 | 104 - *92 |          |
| Nadejda Orenbourg Region | 1 - 2 | ZVVZ USK Prague      | *80 - 57 | 55 - *64  | *57 - 70 |
| Fenerbahçe İstanbul      | 2 - 1 | PA Salamanque        | *78 - 68 | 66 - *76  | *87 - 80 |
| UMMC Iekaterinbourg      | 2 - 0 | Famila Schio         | *92 - 47 | 102 - *67 |          |

* indique l'équipe qui évolue à domicile

### Final four
Le final four est organisé les 14 et 16 avril 2017, et a été attribué à Iekaterinbourg.

## Récompenses individuelles

### Récompenses hebdomadaires
| Journée | PG                                                    | SG                                                    | SF                                                     | PF                                                         | C                                                    |
| ------- | ----------------------------------------------------- | ----------------------------------------------------- | ------------------------------------------------------ | ---------------------------------------------------------- | ---------------------------------------------------- |
| 1       | Récompenses non décernées                             | Récompenses non décernées                             | Récompenses non décernées                              | Récompenses non décernées                                  | Récompenses non décernées                            |
| 2       | Récompenses non décernées                             | Récompenses non décernées                             | Récompenses non décernées                              | Récompenses non décernées                                  | Récompenses non décernées                            |
| 3       | Cristina Ouviña (1/1) Nadejda Orenbourg Region (1/4)  | Alba Torrens (1/1) UMMC Iekaterinbourg (1/8)          | Sonja Petrović (1/6) ZVVZ USK Prague (1/7)             | Nneka Ogwumike (1/3) Dynamo Koursk (1/9)                   | Ziomara Morrison (1/1) Wisła Can-Pack Cracovie (1/5) |
| 4       | Miljana Bojović (1/2) Tango Bourges Basket (1/2)      | Cecilia Zandalasini (1/1) Famila Schio (1/3)          | Angel McCoughtry (1/3) Dynamo Koursk (2/9)             | Ewelina Kobryn (1/2) Wisła Can-Pack Cracovie (2/5)         | Brittney Griner (1/4) UMMC Iekaterinbourg (2/8)      |
| 5       | Diana Taurasi (1/2) UMMC Iekaterinbourg (3/8)         | Sandra Ygueravide (1/2) Wisła Can-Pack Cracovie (3/5) | Sonja Petrović (2/6) ZVVZ USK Prague (2/7)             | Jantel Lavender (1/1) Fenerbahçe İstanbul (1/4)            | Courtney Paris (1/4) Hatay BŞB (1/7)                 |
| 6       | Alexandria Quigley (1/2) Fenerbahçe İstanbul (2/4)    | Alina Iahoupova (1/1) ESB Villeneuve-d'Ascq LM (1/4)  | Sonja Petrović (3/6) ZVVZ USK Prague (3/7)             | Nwal-Endéné Miyem (1/1) Famila Schio (2/3)                 | Ewelina Kobryn (2/2) Wisła Can-Pack Cracovie (4/5)   |
| 7       | Olivia Époupa (1/1) ESB Villeneuve-d'Ascq LM (2/4)    | Tiffany Mitchell (1/1) Nadejda Orenbourg Region (2/4) | Géraldine Robert (1/1) Basket Lattes Montpellier (1/1) | Maria Vadeïeva (1/1) Dynamo Koursk (3/9)                   | Brittney Griner (2/4) UMMC Iekaterinbourg (4/8)      |
| 8       | Yvonne Turner (1/1) UNIQA Sopron (1/5)                | Shenise Johnson (1/3) UNIQA Sopron (2/5)              | Sonja Petrović (4/6) ZVVZ USK Prague (4/7)             | Isabelle Harrison (1/1) CCC Polkowice (1/1)                | Courtney Paris (2/4) Hatay BŞB (2/7)                 |
| 9       | Virginie Brémont (1/2) ESB Villeneuve-d'Ascq LM (3/4) | Sonja Petrović (5/6) ZVVZ USK Prague (5/7)            | Nneka Ogwumike (2/3) Dynamo Koursk (4/9)               | Laura Macchi (1/1) Famila Schio (3/3)                      | Brittney Griner (3/4) UMMC Iekaterinbourg (5/8)      |
| 10      | Miljana Bojović (2/2) Tango Bourges Basket (2/2)      | Tereza Vyoralová (1/1) ZVVZ USK Prague (6/7)          | Chrissy Givens (1/1) PA Salamanque (1/3)               | Anastasiya Verameyenka (1/1) Fenerbahçe İstanbul (3/4)     | Brittney Griner (4/4) UMMC Iekaterinbourg (6/8)      |
| 11      | Epiphanny Prince (1/1) Dynamo Koursk (5/9)            | Natalia Zhedik (1/1) Nadejda Orenbourg Region (3/4)   | Angel McCoughtry (2/3) Dynamo Koursk (6/9)             | Amanda Zahui Bazoukou (1/1) Nadejda Orenbourg Region (4/4) | Courtney Paris (3/4) Hatay BŞB (3/7)                 |
| 12      | Bahar Ozturk (1/2) Hatay BŞB (4/7)                    | Shenise Johnson (2/2) UNIQA Sopron (3/5)              | Adaora Elonu (1/1) PA Salamanque (2/3)                 | Jelena Milovanović (1/1) PA Salamanque (3/3)               | Gintarė Petronytė (1/2) Mersin BŞB (1/2)             |
| 13      | Bahar Ozturk (2/3) Hatay BŞB (5/7)                    | Sandra Ygueravide (2/2) Wisła Can-Pack Cracovie (5/5) | Anna Cruz (1/1) Dynamo Koursk (7/9)                    | Aleksandra Crvendakić (1/1) UNIQA Sopron (4/5)             | Courtney Paris (4/4) Hatay BŞB (6/7)                 |
| 14      | Virginie Brémont (2/2) ESB Villeneuve-d'Ascq LM (4/4) | Bahar Ozturk (3/3) Hatay BŞB (7/7)                    | Shenise Johnson (3/3) UNIQA Sopron (5/5)               | Emma Meesseman (1/1) UMMC Iekaterinbourg (7/8)             | Gintarė Petronytė (2/2) Mersin BŞB (2/2)             |

| Journée       | PG                                            | SG                                                 | SF                                         | PF                                         | C                                        |
| ------------- | --------------------------------------------- | -------------------------------------------------- | ------------------------------------------ | ------------------------------------------ | ---------------------------------------- |
| 1/4 de finale | Diana Taurasi (2/2) UMMC Iekaterinbourg (8/8) | Alexandria Quigley (2/2) Fenerbahçe İstanbul (4/4) | Sonja Petrović (6/6) ZVVZ USK Prague (7/7) | Angel McCoughtry (3/3) Dynamo Koursk (8/9) | Nneka Ogwumike (3/3) Dynamo Koursk (9/9) |